# Григор Димитров
Григор Димитров (буг. Григор Димитров; Хасково, 16. мај 1991) бугарски је тенисер. Његов најбољи пласман на АТП листи је треће место (новембар 2017) и по томе је најуспешнији у историји своје земље. Током 2017. је дошао до своје две најзначајније титуле – мастерса у Синсинатију и завршног првенства сезоне у Лондону.
Димитров је први пут у каријери победио Роџера Федерера у пет сетова на Отвореном првенству САД 2019, пре него што је у полуфиналу изгубио од Данила Медведева.
Имао је и успешну јуниорску каријеру, током које је био први на јуниорској ранг листи, а освојио је Вимблдон 2008. и Отворено првенство САД 2008.

## Приватни живот
Григор је рођен у Хаскову (Бугарска), као једино дете оца Димитра, тениског тренера, и мајке Марије, наставнице физичког и бивше одбојкашице. Први пут је узео тениски рекет у руке када је имао три године. Са пет година је почео да тренира свакодневно. Током својих тинејџерских година живио је у Паризу (Француска), и тренирао на тениској академији Патрика Муратоглуа. Течно говори бугарски и енглески језик. Хобији су му аутомобили, рачунари и сатови. Kрајем 2012. Димитров је почео да се виђа с Маријом Шараповом. Он и Шарапова потврдили су своју везу тек после турнира Мадрид Опен 2013, где је Бугарин по први пут успео да победи светског првака Новака Ђоковића. Шарапова и Димитров растали су се у јулу 2015. године. 21. јунa 2020. Димитров је потврдио да је заражен корона вирусом. Десило се то током трајања Адрија тура који је организовао Новак Ђоковић. Због ове информације је финале турнира између Ђоковића и Андреја Рубљова отказано.

## Стил игре
Димитров игра десном руком, а бекхенд игра једном руком. Његове омиљене подлоге су трава и бетон. Ипак, био је успешан и на турнирима који се играју на шљаци. Његова игра се пореди са игром бившег првог тенисера света, Роџера Федерера, због сличности њихових удараца, нарочито са бекхенд стране. Иако се побољшао у овој области, неки сматрају да теба да побољша кретање да би био међу најбољим тенисерима. Такође, његов ритерн се сматра његовом слабом тачком.
Бугарски тенисер је у разговорима са медијима више пута наглашавао да не жели да се упоређује ca Швајцарцeм. Сличним тоном је говорио Федерер 2013. године.
Када удара, за разлику од већине играча, Димитров користи лакат, зглоб и руку да уместо тела створe снагу. Познато је да је његов форхенд врло тежак, и главно му је оружје.
Један аспект његовог стила игре који се широко хвали је његова разноликост и флексибилност. Добро игра на свим врстама терена, често користи лажне нападе, посебно са предње стране. Његова свестрана игра имала је много коментатора, а старији играчи називали су га „елегантним“ и „модерним“.

## Јуниорска каријера
Своју прву велику титулу освојио је са 14 година, када је освојио Европско првенство за млађе од 14 година. 2006. је освојио Оринџ Бол за млађе од 16 година, а наредне године је проглашен звездом у успону на турниру Eddie Herr International. Исте године Григор је био финалиста на Оринџ Болу за млађе од 18 година, а у финалу га је поразио Ричардас Беранкис из Литваније. У пару са Вашеком Поспишилом стигао је до финала Отвореног првенства САД, где су изгубили од Џонатана Ејсерика и Жерома Инзерила.
Године 2008. стигао је до четвртфинала Ролан Гароса, где га је поразио Јежи Јанович у три сета. Освојио је Вимблдон, савладавши у финалу Хенрија Континена, 7:5, 6:3. Освојио је титулу без игубљеног сета, иако је имао повреду рамена током турнира. Победа му је обезбедила специјалну позивницу за главни жреб Вимблдона 2009. Освојио је и Отворено првенство САД, које је освојио 7. септембра, након што је савладао квалификанта Девина Бритона у финалу, 6:3, 6:4. На путу ка титули је савладао и првопласираног Јанг Цунг-хуа, у полуфиналу. Након турнира Димитров је објавио да завршава своју јуниорску каријеру, и да ће се усредсредити на поправљање свог пласмана на АТП листи. Постао је првопласирани на јуниорској ранг листи 8. септембра, а на првом месту је сменио Јанг Цунг-хуау. Завршио је годину на трећем месту.

## Финала завршног првенства сезоне

### Појединачно: 1 (1:0)
| Исход    | Бр. | Година | Турнир | Подлога   | Противник   | Резултат      |
| -------- | --- | ------ | ------ | --------- | ----------- | ------------- |
| Победник | 1.  | 2017.  | Лондон | Тврда (д) | Давид Гофен | 7:5, 4:6, 6:3 |

## Финала АТП мастерс 1000 серије

### Појединачно: 1 (1:0)
| Исход    | Бр. | Година | Турнир    | Подлога | Противник  | Резултат |
| -------- | --- | ------ | --------- | ------- | ---------- | -------- |
| Победник | 1.  | 2017.  | Синсинати | Тврда   | Ник Кириос | 6:3, 7:5 |

## АТП финала

### Појединачно: 16 (8:8)
| Легенда                        |
| ------------------------------ |
| Гренд слем турнири (0:0)       |
| Завршно првенство сезоне (1:0) |
| АТП мастерс 1000 (1:0)         |
| АТП 500 (1:2)                  |
| АТП 250 (5:6)                  |

| Финала по подлози |
| ----------------- |
| Тврда (6:6)       |
| Шљака (1:2)       |
| Трава (1:0)       |

| Финала по локацији |
| ------------------ |
| Отворено (5:5)     |
| Дворана (3:3)      |

| Исход     | Бр. | Датум              | Турнир                | Подлога   | Противник             | Резултат                      |
| --------- | --- | ------------------ | --------------------- | --------- | --------------------- | ----------------------------- |
| Финалиста | 1.  | 6. јануар 2013.    | Бризбејн, Аустралија  | Тврда     | Енди Мари             | 6:7(0:7), 4:6                 |
| Победник  | 1.  | 20. октобар 2013.  | Стокхолм, Шведска     | Тврда (д) | Давид Ферер           | 2:6, 6:3, 6:4                 |
| Победник  | 2.  | 2. март 2014.      | Акапулко, Мексико     | Тврда     | Кевин Андерсон        | 7:6(7:1), 3:6, 7:6(7:5)       |
| Победник  | 3.  | 27. април 2014.    | Букурешт, Румунија    | Шљака     | Лукаш Росол           | 7:6(7:2), 6:1                 |
| Победник  | 4.  | 15. јун 2014.      | Лондон, В. Британија  | Трава     | Фелисијано Лопез      | 6:7(8:10), 7:6(7:1), 7:6(8:6) |
| Финалиста | 2.  | 19. октобар 2014.  | Стокхолм, Шведска     | Тврда (д) | Томаш Бердих          | 7:5, 4:6, 4:6                 |
| Финалиста | 3.  | 16. јануар 2016.   | Сиднеј, Аустралија    | Тврда     | Виктор Троицки        | 6:2, 1:6, 6:7(7:9)            |
| Финалиста | 4.  | 1. мај 2016.       | Истанбул, Турска      | Шљака     | Дијего Шварцман       | 7:6(7:5), 6:7(4:7), 0:6       |
| Финалиста | 5.  | 9. октобар 2016.   | Пекинг, Кина          | Тврда     | Енди Мари             | 4:6, 6:7(2:7)                 |
| Победник  | 5.  | 8. јануар 2017.    | Бризбејн, Аустралија  | Тврда     | Кеј Нишикори          | 6:2, 2:6, 6:3                 |
| Победник  | 6.  | 12. фебруар 2017.  | Софија, Бугарска      | Тврда (д) | Давид Гофен           | 7:5, 6:4                      |
| Победник  | 7.  | 20. август 2017.   | Синсинати, САД        | Тврда     | Ник Кириос            | 6:3, 7:5                      |
| Финалиста | 6.  | 22. октобар 2017.  | Стокхолм, Шведска (2) | Тврда (д) | Хуан Мартин дел Потро | 4:6, 2:6                      |
| Победник  | 8.  | 19. новембар 2017. | Лондон, В. Британија  | Тврда (д) | Давид Гофен           | 7:5, 4:6, 6:3                 |
| Финалиста | 7.  | 18. фебруар 2018.  | Ротердам, Холандија   | Тврда (д) | Роџер Федерер         | 2:6, 2:6                      |
| Финалиста | 8.  | 27. мај 2023.      | Женева, Швајцарска    | Шљака     | Николас Ђари          | 6:7(1:7), 1:6                 |

### Парови: 1 (0:1)
| Легенда                        |
| ------------------------------ |
| Гренд слем турнири (0:0)       |
| Завршно првенство сезоне (0:0) |
| АТП мастерс 1000 (0:0)         |
| АТП 500 (0:0)                  |
| АТП 250 (0:1)                  |

| Финала по подлози |
| ----------------- |
| Тврда (0:0)       |
| Шљака (0:0)       |
| Трава (0:1)       |

| Финала по локацији |
| ------------------ |
| Отворено (0:1)     |
| Дворана (0:0)      |

| Исход     | Бр. | Датум         | Турнир                    | Подлога | Партнер      | Противници             | Резултат |
| --------- | --- | ------------- | ------------------------- | ------- | ------------ | ---------------------- | -------- |
| Финалиста | 1.  | 19. јун 2011. | Истборн, Велика Британија | Трава   | Андреас Сепи | Јонатан Ерлих Анди Рам | 3:6, 3:6 |

## Финала јуниорских Гренд слем турнира

### Појединачно: 2 (2:0)
| Исход    | Бр. | Датум              | Турнир                 | Подлога | Противник      | Резултат |
| -------- | --- | ------------------ | ---------------------- | ------- | -------------- | -------- |
| Победник | 1.  | 6. јул 2008.       | Вимблдон               | Трава   | Хенри Континен | 7:5, 6:3 |
| Победник | 2.  | 8. септембар 2008. | Отворено првенство САД | Тврда   | Девин Бритон   | 6:4, 6:3 |

### Парови: 1 (0:1)
| Исход     | Бр. | Датум              | Турнир                 | Подлога | Партнер        | Противници                     | Резултат |
| --------- | --- | ------------------ | ---------------------- | ------- | -------------- | ------------------------------ | -------- |
| Финалиста | 1.  | 9. септембар 2007. | Отворено првенство САД | Тврда   | Вашек Поспишил | Џонатан Ејсерик Жером Инзерило | 2:6, 4:6 |